# Alchemilla jasiewiczii
Alchemilla jasiewiczii é uma espécie de rosácea do gênero Alchemilla, pertencente à família Rosaceae.